# Amata bigae
Amata bigae là một loài bướm đêm thuộc phân họ Arctiinae, họ Erebidae.